# 佐里站
佐里站（日语：／ Sari eki）是位於日本佐賀縣唐津市，屬於九州旅客鐵道（JR九州）筑肥線的鐵路車站。車站及路段與福岡縣道38號並行。

## 構造

### 站房

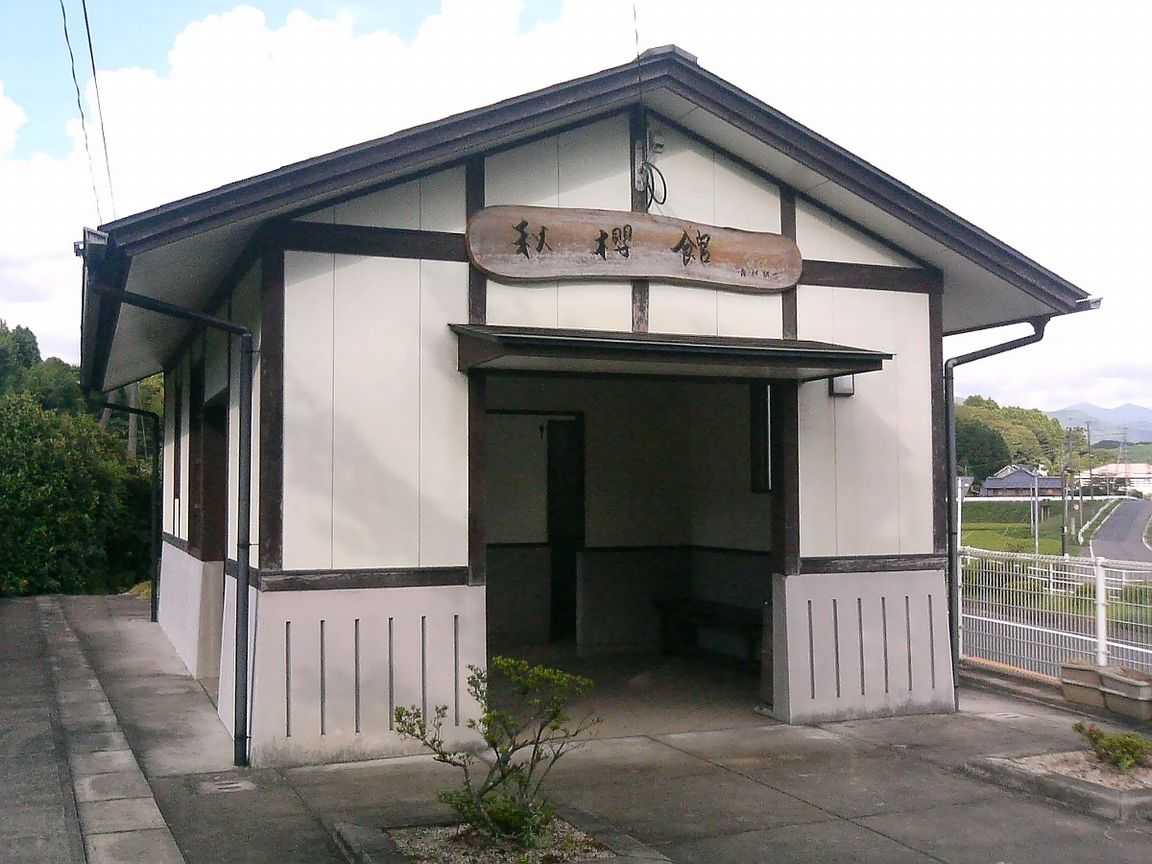
候車室「秋櫻館」（2007年8月）

本站坐落在矮堤上，設有一座簡易式木建站房，稱為「秋櫻館」的第二代站房，上有由森村誠一所提書的匾額。在前兩站的肥前久保站也有類似的候車室。
本站為無人站，但在車站對面的商店有代售車票，附近則设有自行车棚。

### 月台
設有側式月臺一座，為列車不可交匯車站。
列車靠站時，往伊萬里方向為左側上落，往唐津方向為右側上落。
| 路線    | 方向 | 目的地                      |
| ------- | ---- | --------------------------- |
| ■筑肥線 | 上行 | 經■唐津線往唐津、西唐津方向 |
| ■筑肥線 | 下行 | 伊萬里方向                  |

## 歷史
- 1935年3月1日：北九州鐵道（日语：北九州鉄道）山本站至伊萬里站之間開通[4]，車站命名為「佐里温泉站」（さりおんせんえき）。
- 1936年：改稱為「松浦温泉站」（まつうらおんせんえき）[5]。
- 1937年10月1日：北九州鐵道被國有化，改為鐵道省筑肥線，同時亦改稱為「佐里站」（さりえき）[6]。
- 1941年8月10日：受戰局惡化影響，廢站[5]。
- 1946年6月1日：重新設立[5]。
- 1970年10月1日：手提行李提取服務取消[7]。降為無人站[8]。
- 1987年4月1日：國鐵分割民營化，車站由九州旅客鐵道（JR九州）營運[9]。
- 1999年：原來站房重建，第二代簡易式站房「秋櫻館」啟用。

## 使用狀況
本站使用量十分低，最後一次有記錄日均乘客量為2015年度，當時只有9人。JR九州自2016年度起只公佈首300位最高日均使用量後，本站也從未打進排行榜及使用量超過100人次的附錄表內。
| 乘車人次變化 | 乘車人次變化 | 乘車人次變化 |
| 年度         | 1日平均人次  | 出處         |
| ------------ | ------------ | ------------ |
| 2000         | 28           | [ 統計 1 ]   |
| 2001         | 25           | [ 統計 1 ]   |
| 2002         | 20           | [ 統計 1 ]   |
| 2003         | 20           | [ 統計 1 ]   |
| 2004         | 21           | [ 統計 1 ]   |
| 2005         | 18           | [ 統計 1 ]   |
| 2006         | 13           | [ 統計 1 ]   |
| 2007         | 14           | [ 統計 1 ]   |
| 2008         | 13           | [ 統計 1 ]   |
| 2009         | 13           | [ 統計 1 ]   |
| 2010         | 11           | [ 統計 1 ]   |
| 2011         | 12           | [ 統計 1 ]   |
|              |              |              |
| 2015         | 9            | [ 統計 2 ]   |
| 2016         | <100         | [ 統計 3 ]   |
| 2017         | <100         | [ 統計 4 ]   |
| 2018         | <100         | [ 統計 5 ]   |
| 2019         | <100         | [ 統計 6 ]   |
| 2020         | <100         | [ 統計 7 ]   |
| 2021         | <100         | [ 統計 8 ]   |
| 2022         | <100         | [ 統計 9 ]   |
| 2023         | <100         | [ 統計 10 ]  |

## 相鄰車站
九州旅客鉄道
■筑肥線
西相知 - 佐里 - 駒鳴

### 統計數據
1. ↑  佐賀縣統計年鑑
2. ↑  . Saga Prefectural Government website.   [23 March 2018]. （原始内容存档于2018-03-23）.中的第12-7章。
3. ↑   (PDF). 九州旅客鉄道. 2017-07-31  [2017-08-01]. （原始内容 (PDF)存档于2017-08-01）.
4. ↑   (PDF). 九州旅客鉄道.   [2019-03-10]. （原始内容 (PDF)存档于2019-07-06） （日语）.
5. ↑   (PDF). 九州旅客鉄道.   [2018-07-13]. （原始内容存档 (PDF)于2019-12-06） （日语）.
6. ↑  駅別乗車人員上位300駅（2019年度） （页面存档备份，存于），JR九州。
7. ↑  駅別乗車人員上位300駅（2020年度） （页面存档备份，存于），JR九州。
8. ↑  駅別乗車人員上位300駅（2021年度） （页面存档备份，存于），JR九州。
9. ↑  駅別乗車人員上位300駅（2022年度） （页面存档备份，存于），JR九州。
10. ↑   (PDF).   [2025-04-24]. （原始内容存档 (PDF)于2024-09-19）.

## 外部連結
- JR九州佐里站 （页面存档备份，存于）（日語）